# Saison 1976-1977 de la LHJMQ
Saison précédente Saison suivante
La saison 1976-1977 est la huitième saison de hockey sur glace de la Ligue de hockey junior majeur du Québec. 
Les Castors de Sherbrooke remportent la Coupe du président en battant en finale les Remparts de Québec.

## Contexte
La ligue renomme ses divisions en l'honneur de Robert Lebel et Frank Dilio, deux contributeurs du hockey sur glace au Québec. La division Est devient la Division Dilio et la division Ouest devient la Division Lebel. Les Festivals de Hull sont renommés en Olympiques de Hull.

## Saison régulière

### Classement
| Clt | Équipe                     | PJ    | V  | D  | N  | BP | BC  | Pts |    |
| --- | -------------------------- | ----- | -- | -- | -- | -- | --- | --- | -- |
| 1   | Remparts de Québec         | Dilio | 72 | 41 | 21 | 10 | 380 | 287 | 92 |
| 2   | Castors de Sherbrooke      | Lebel | 72 | 41 | 21 | 10 | 392 | 311 | 92 |
| 3   | Saguenéens de Chicoutimi   | Dilio | 72 | 41 | 24 | 7  | 393 | 357 | 89 |
| 4   | Draveurs de Trois-Rivières | Dilio | 72 | 38 | 24 | 10 | 443 | 350 | 86 |
| 5   | Royals de Cornwall         | Lebel | 72 | 38 | 24 | 10 | 345 | 281 | 86 |
| 6   | National de Laval          | Lebel | 72 | 26 | 35 | 11 | 325 | 363 | 63 |
| 7   | Juniors de Montréal        | Lebel | 72 | 27 | 37 | 8  | 310 | 368 | 62 |
| 8   | Olympiques de Hull         | Lebel | 72 | 26 | 37 | 9  | 283 | 333 | 61 |
| 9   | Dynamos de Shawinigan      | Dilio | 72 | 18 | 42 | 12 | 265 | 357 | 48 |
| 10  | Éperviers de Sorel         | Dilio | 72 | 19 | 48 | 5  | 319 | 448 | 41 |

- En gras : champion de la saison régulière
- En italique : qualifié pour les séries

### Meilleurs pointeurs
| Joueur          | Équipe         | PJ | B  | A  | Pts | Pun |
| --------------- | -------------- | -- | -- | -- | --- | --- |
| Jean Savard     | Québec         | 72 | 84 | 96 | 180 | 110 |
| Sylvain Locas   | Chicoutimi     | 72 | 59 | 98 | 157 | 101 |
| Normand Dupont  | Montréal       | 71 | 70 | 83 | 153 | 52  |
| Richard Dalpé   | Trois-Rivières | 72 | 58 | 93 | 151 | 32  |
| Eddy Godin      | Québec         | 72 | 62 | 83 | 145 | 83  |
| Jere Gillis     | Sherbrooke     | 72 | 55 | 85 | 140 | 80  |
| Kevin Reeves    | Montréal       | 72 | 48 | 87 | 135 | 16  |
| Lucien Deblois  | Sorel          | 72 | 56 | 78 | 134 | 131 |
| Yves Richer     | Trois-Rivières | 72 | 45 | 89 | 134 | 38  |
| Roland Cloutier | Trois-Rivières | 72 | 63 | 68 | 131 | 4   |

## Séries éliminatoires
Huit équipes jouent les séries éliminatoires à l'issue desquelles la vainqueur remporte la Coupe du président.
|  | Quarts de finale           | Quarts de finale           | Quarts de finale      | Quarts de finale      |                       |                       | Demi-finales | Demi-finales | Demi-finales | Demi-finales |  |  | Finale | Finale | Finale | Finale |
|  |                            |                            |                       |                       |                       |                       |              |              |              |              |  |  |        |        |        |        |
|  |                            |                            |                       |                       |                       |                       |              |              |              |              |  |  |        |        |        |        |
|  |                            |                            |                       |                       |                       |                       |              |              |              |              |  |  |        |        |        |        |
|  | Remparts de Québec         | Remparts de Québec         | 4                     | 4                     |                       |                       |              |              |              |              |  |  |        |        |        |        |
|  | Remparts de Québec         | Remparts de Québec         | 4                     | 4                     |                       |                       |              |              |              |              |  |  |        |        |        |        |
|  | Olympiques de Hull         | Olympiques de Hull         | 0                     | 0                     |                       |                       |              |              |              |              |  |  |        |        |        |        |
|  | Olympiques de Hull         | Olympiques de Hull         | 0                     | 0                     | Remparts de Québec    | Remparts de Québec    | 4            | 4            |              |              |  |  |        |        |        |        |
|  |                            |                            |                       |                       | Remparts de Québec    | Remparts de Québec    | 4            | 4            |              |              |  |  |        |        |        |        |
|  |                            |                            | Juniors de Montréal   | Juniors de Montréal   | 0                     | 0                     |              |              |              |              |  |  |        |        |        |        |
|  | Saguenéens de Chicoutimi   | Saguenéens de Chicoutimi   | Juniors de Montréal   | Juniors de Montréal   | 0                     | 0                     | 3            | 3            |              |              |  |  |        |        |        |        |
|  | Saguenéens de Chicoutimi   | Saguenéens de Chicoutimi   |                       |                       |                       |                       |              | 3            |              |              |  |  |        |        |        |        |
|  | Juniors de Montréal        | Juniors de Montréal        | 4                     | 4                     |                       |                       |              |              |              |              |  |  |        |        |        |        |
|  | Juniors de Montréal        | Juniors de Montréal        | 4                     | 4                     | Remparts de Québec    | Remparts de Québec    | 1            | 1            |              |              |  |  |        |        |        |        |
|  |                            |                            |                       |                       | Remparts de Québec    | Remparts de Québec    | 1            | 1            |              |              |  |  |        |        |        |        |
|  |                            |                            | Castors de Sherbrooke | Castors de Sherbrooke | 4                     | 4                     |              |              |              |              |  |  |        |        |        |        |
|  | Castors de Sherbrooke      | Castors de Sherbrooke      | Castors de Sherbrooke | Castors de Sherbrooke | 4                     | 4                     | 4            | 4            |              |              |  |  |        |        |        |        |
|  | Castors de Sherbrooke      | Castors de Sherbrooke      |                       |                       |                       |                       |              |              |              |              |  |  |        |        |        |        |
|  | National de Laval          | National de Laval          | 3                     | 3                     |                       |                       |              |              |              |              |  |  |        |        |        |        |
|  | National de Laval          | National de Laval          | 3                     | 3                     | Castors de Sherbrooke | Castors de Sherbrooke | 3            | 3            |              |              |  |  |        |        |        |        |
|  |                            |                            |                       |                       | Castors de Sherbrooke | Castors de Sherbrooke | 3            | 3            |              |              |  |  |        |        |        |        |
|  |                            |                            | Royals de Cornwall    | Royals de Cornwall    | 0                     | 0                     |              |              |              |              |  |  |        |        |        |        |
|  | Draveurs de Trois-Rivières | Draveurs de Trois-Rivières | Royals de Cornwall    | Royals de Cornwall    | 0                     | 0                     | 2            | 2            |              |              |  |  |        |        |        |        |
|  | Draveurs de Trois-Rivières | Draveurs de Trois-Rivières |                       |                       |                       |                       |              | 2            |              |              |  |  |        |        |        |        |
|  | Royals de Cornwall         | Royals de Cornwall         | 4                     | 4                     |                       |                       |              |              |              |              |  |  |        |        |        |        |
|  | Royals de Cornwall         | Royals de Cornwall         | 4                     | 4                     |                       |                       |              |              |              |              |  |  |        |        |        |        |
|  |                            |                            |                       |                       |                       |                       |              |              |              |              |  |  |        |        |        |        |

## Équipes d'étoiles
Après les deux équipes d'étoiles par division, la ligue sélectionne cette fois-ci trois équipes sans séparation de division.

### Première équipe
- Gardien de but : Tim Bernhardt, Royals de Cornwall
- Défenseur gauche : Robert Picard, Juniors de Montréal
- Défenseur droit : Graeme Nicolson, Royals de Cornwall
- Ailier gauche : Jere Gillis, Castors de Sherbrooke
- Centre : Jean Savard, Remparts de Québec
- Ailier droit : Lucien DeBlois, Éperviers de Sorel
- Entraîneur : Yvan Gingras, Saguenéens de Chicoutimi

### Deuxième équipe
- Gardien de but : Jean Belisle, Saguenéens de Chicoutimi
- Défenseur gauche : Alain Myette, Dynamos de Shawinigan
- Défenseur droit : Mario Marois, Remparts de Québec
- Ailier gauche : Normand Dupont, Juniors de Montréal
- Centre : Sylvain Locas, Saguenéens de Chicoutimi
- Ailier droit : Michael Bossy, National de Laval
- Entraîneur : Michel Bergeron, Draveurs de Trois-Rivières

### Troisième équipe
- Gardien de but : Yves Guillemette, Dynamos de Shawinigan
- Défenseur gauche : Mario Claude, Castors de Sherbrooke
- Défenseur droit : Floyd Lahache, Castors de Sherbrooke
- Ailier gauche : Benoit Gosselin, Draveurs de Trois-Rivières
- Centre : Richard Dalpé, Draveurs de Trois-Rivières
- Ailier droit : Eddy Godin, Remparts de Québec
- Entraîneur : Ron Racette, Remparts de Québec

## Trophées
Deux récompenses collectives et six individuelles sont décernées.

### Récompenses collectives
- Coupe du président (champions des séries éliminatoires) : Castors de Sherbrooke
- Trophée Jean-Rougeau (champions de la saison régulière) : Remparts de Québec

### Récompenses individuelles
- Trophée Jean-Béliveau (meilleur pointeur) : Jean Savard, Remparts de Québec
- Trophée Jacques-Plante (meilleure moyenne de buts encaissés) : Tim Bernhardt, Royals de Cornwall
- Trophée Michel-Bergeron (meilleur recrue) : Rick Vaive, Castors de Sherbrooke
- Trophée Frank-J.-Selke (joueur le plus gentilhomme) : Michael Bossy, National de Laval
- Trophée Michel-Brière (meilleur joueur) : Lucien Deblois, Éperviers de Sorel
- Trophée Émile-Bouchard (meilleur défenseur) : Robert Picard, Juniors de Montréal